# 오구마정
오구마정(大隈町)은 후쿠오카현 가호군에 설치되었던 정이다. 1955년 1월 1일 오구마정 및 센즈촌, 미야노촌, 아시지로촌 등 4개 정·촌이 합병해 가호정이 신설되고 폐지되었다.